# 유엔 남수단 임무단
유엔 남수단 임무단(UNMISS, United Nations Mission in South Sudan)은 남수단을 지원하기 위한 유엔의 PKO 활동을 위한 군대이다. 남수단이 독립한 날인 2011년 7월 9일 보다 하루 앞서 유엔안보리결의 1996호에 의해 창설되었다.
2013년 기준으로 민간인 5,884명, 군인 5,508명, 경찰 376명이 파병되었다. 남수단의 수도 주바에 UNMISS 사령부가 설치되었다. UNMISS 사령관은 노르웨이 여성 정치인인 힐데 존슨 유엔사무총장 특별대표가 맡고 있다.
힐데 존슨은 노르웨이 본데빅 정부 1차 내각인 1997년부터 2000년까지, 본데빅 정부 2차 내각인 2001년부터 2005년까지 노르웨이 국제개발부 장관을 8년간 지냈다. 2007년부터 2011년까지 4년간 유니세프 부대표를 맡았다.

## 명령

### 리더십
- 유엔사무총장 특별대표: 힐데 존슨 (노르웨이)
- 유엔사무총장 부특별대표: Raisedon Zenenga (짐바브웨)
- 유엔사무총장 부특별대표, UN Resident Coordinator, and Humanitarian Coordinator and Resident Representative of UNDP: Toby Lanzer (영국)
- 경찰 국장(Police Commissioner) : Fred Yiga (우간다)
- 군대 사령관(Force Commander): Delali Johnson Sakyi 소장 (가나)
- 경찰 부국장 : Sanjay Kundu (인도)
- 군대 부사령관: 아싯 미스트리 준장 (인도)

## 사건
- 2012년 12월 21일, 민간용 UNMISS 헬기가 종글레이 주에서 요격되었다. 4인의 러시아인 헬기 승무원과 1명의 승객이 헬기안에서 사망했다.
- 2013년 4월 9일, 인도 군인 5명과 민간인 유엔 직원 7명(2명은 유엔 관리, 5명은 하청)이 남수단 반군의 공격으로 종글레이 주에서 사망했다. 사망자 중 민간인 4명은 케냐인 하청 공사 업체 인부였다. 9명의 민간인과 군인이 부상을 입었다. 중령 1명이 사망하고, 대위 1명이 부상을 입었다.

## 대한민국
한국은 공병 의료 부대인 한빛부대를 파병했다. 남수단 반군의 공격에 의한 사망 사건이 자주 발생하는 종글레이 주의 주도인 보르 (남수단)에 주둔중이다.

## 같이 보기
- 대한민국 남수단 재건지원단(한빛부대)